# گالگاماچا
{{Infobox Hungarian settlement
|name=گالگاماچا
|image_skyline=
|region=Közép-Magyarország
|county=پِشت
|subregion=آسود
|rank=روستا|postal_code=۲۱۸۳
|area_code=۲۸
|area_total_km2=۴۳٫۳۱
|coordinates=۴۷°۴۱′۴۲″شمالی ۱۹°۲۳′۰۴″شرقی / ۴۷٫۶۹۵۱۱°شمالی ۱۹٫۳۸۴۳۹°شرقی|ksh_code=۲۷۱۲۸
|population_total=۱۹۸۱
|population_as_of=۱ ژانویه ۲۰۰۸
|population_footnotes=گالگاماچا (به مجاری:  Galgamácsa) یک شهر در مجارستان است که در ناحیه آسود واقع شده‌است. گالگاماچا ۴۳٫۳۱ کیلومتر مربع مساحت و ۱٬۹۸۱ نفر جمعیت دارد.